# کانون نویسندگان ایران (در تبعید)

آرم کانون نویسندگان ایران (در تبعید).

کانون نویسندگان ایران (در تبعید) یک نهاد غیردولتی و غیر حزبی است که از سوی گروهی از نویسندگان و شاعران ایرانی ساکن خارج از کشور تأسیس شده‌است. این نهاد صنفی فعالیت در راستای آزادی بیان، مبارزه با سانسور و دفاع از حقوق صنفی و سیاسی نویسندگان، شاعران و روزنامه‌نگاران را وظیفهٔ خود می‌داند. اگرچه برخی از اعضای کانون نویسندگان در تبعید، قبلاً از اعضای کانون نویسندگان ایران در داخل کشور بوده‌اند، اما این کانون به لحاظ سازمانی و وظایف هیچ ارتباطی با کانون نویسندگان ایران در داخل کشور ندارد.

## تاریخچه
پس از انقلاب بهمن ۱۳۵۷، اعضای کانون نویسندگان ایران زیر فشار قرار گرفته و برخی از آن‌ها از ایران خارج شدند. در تابستان سال ۱۳۶۱ (۱۹۸۲) ۱۴ تن از نویسندگان و شاعران ایرانی که عمدتاً به دلایل سیاسی مجبور به خروج از ایران شده‌بودند، در پاریس گرد هم آمده و کانون نویسندگان ایران (در تبعید) را تأسیس کردند.
در سال ۹۶-۱۹۹۵ گروهی از نویسندگان و شاعران ایرانی در تبعید که اکثریت آن‌ها از اعضای کانون نویسندگان ایران (در تبعید) بودند، به عضویت انجمن جهانی قلم درآمدند. این افراد با حفظ عضویت در کانون، انجمن قلم ایران در تبعید را به عنوان شعبهٔ ایرانی انجمن جهانی قلم تأسیس کردند.

## نشست‌های همگانی
در گذشته نشست همگانی کانون نویسندگان ایران (در تبعید) سالی یک بار برگزار می‌شد، اما از آنجا که اعضای این کانون در پنج قارهٔ جهان پراکنده‌اند، در سال‌های اخیر هر دو سال یک بار برپا می‌شود.

## اعضای کانون
حسین دولت‌آبادی، میرزا آقا عسگری (مانی)، رضا علامه‌زاده، مسعود نقره‌کار و بهرام رحمانی از جمله اعضای فعال کانون نویسندگان ایران (در تبعید) هستند.